# Maoridrilus megacystis
Maoridrilus megacystis är en ringmaskart som beskrevs av Benham 1919. Maoridrilus megacystis ingår i släktet Maoridrilus och familjen Acanthodrilidae. Inga underarter finns listade i Catalogue of Life.